# Laguna Trupán
Laguna Trupán es una laguna ubicada en el pueblo de Trupán, en la comuna de Tucapel, Provincia de Biobío, Chile; es en realidad un remanente de un lago somero que se formó en ese lugar junto a otros depósitos lacustres, como consecuencia del entrampamiento que originaron flujos de arenas basálticas y líticos que remontaron ese lugar en edades geológicas 
La Laguna Trupán es atravesada por el canal Zañartu, canal artificial que aguas abajo de la laguna, ocupa la pequeña cuenca natural del antiguo río Trupán que entre rocas de lava volcánica, aún visibles en el sector del antiguo Molino, desembocaba sus aguas en el río Huépil. Este canal nace de un desvío de aguas desde el Estero Manco y el río Laja, cruza predios particulares y se deposita en la Laguna de Trupán. Posteriormente, después de pasar por la Laguna el canal Zañartu desemboca en el río Huepil.
A raíz de la construcción, en su parte inferior, del pretil para el paso de la línea del ferrocarril Trasandino por Antuco (1911), la Laguna Trupán vio aumentado su nivel de aguas y  con el tiempo se fue transformando en el hogar de diversa flora y fauna silvestre, y en un lugar de admiración y descanso para los habitantes de Trupán y los turistas. En ese aspecto, su mayor auge, lo vivió alrededor del año 1950, cuando se construyó en ella una hostería y un muelle que generó un pequeño centro turístico en la zona. 
A lo largo de los años La Laguna ha visto disminuida su superficie producto de un embancamiento progresivo por acción de los sedimentos, principalmente aportados por el canal Zañartu como único afluente.  En términos de su longitud, esto ha significado una disminución de aproximadamente un tercio de su largo conocido y que proyectado en el tiempo generará una mayor disminución del área de su superficie
Se encuentra en el sector norte del pueblo, en la salida hacia la localidad de Polcura y la cordillera. En su ribera norte existía un paradero de ferrocarril del antiguo Ramal Monte Águila - Polcura